# Stenotrophomonas
Stenotrophomonas es un género de bacterias Gram-negativas. Posee desde especies comunes del suelo (S. nitritireducens) hasta patógenos oportunistas humanos (S. maltophilia).
La taxonomía molecular del género sigue aún poco clara.